# Promenadenring (Leipzig)
Koordinaten: 51° 20′ 26,2″ N, 12° 22′ 34″ O

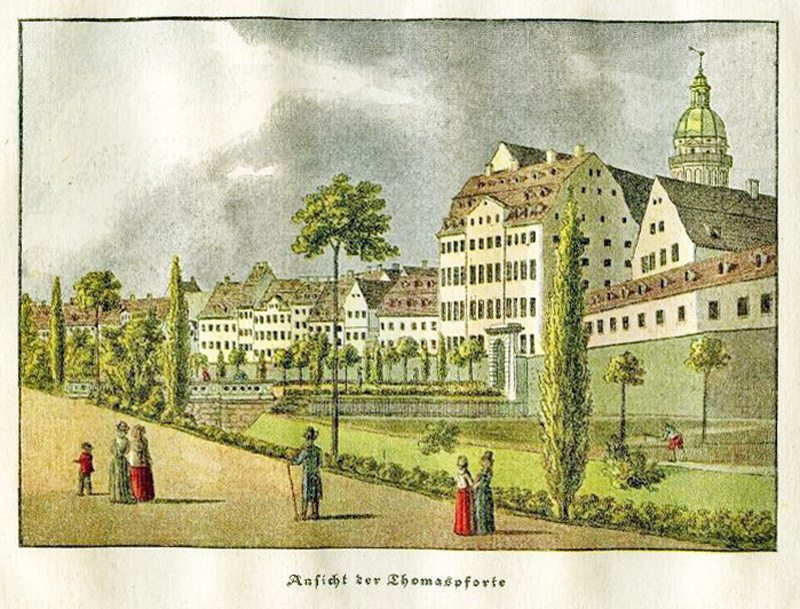
Die Promenade an der Thomaspforte (1800)

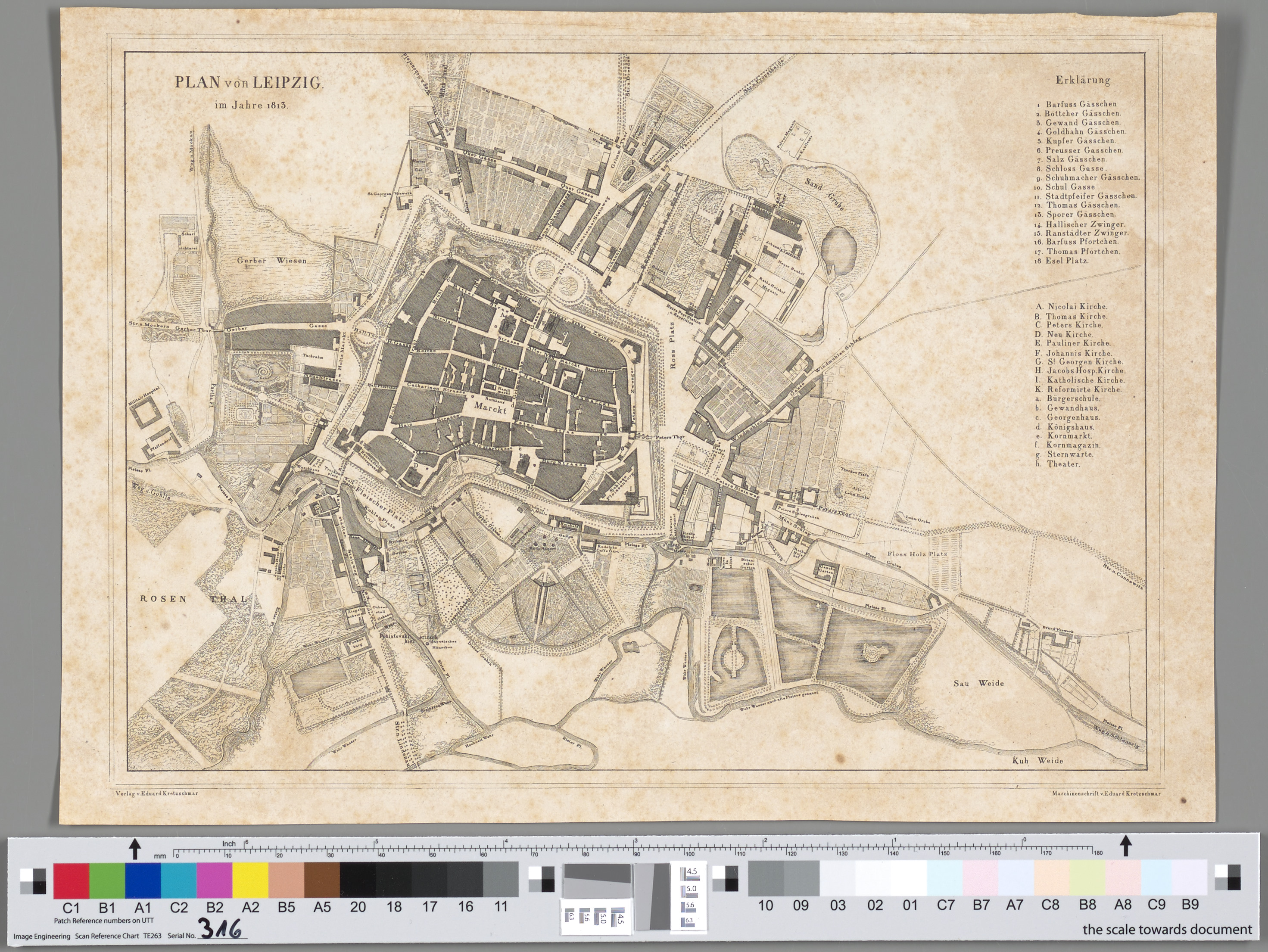
Plan von Leipzig (1813), nicht genordet, aber mit gut erkennbarem Promenadenring

Der Promenadenring Leipzig ist der älteste kommunale Landschaftspark Deutschlands und eines der wichtigsten Garten- und Kulturdenkmale der Stadt. Der Begriff wird auch als Synonym für den Innenstadtring Leipzigs verwendet, eine Verkehrsanlage, die mit den Grünanlagen des Promenadenrings verbunden ist. Wie der Innenstadtring ist auch der Promenadenring etwa 3,6 Kilometer lang.

## Geschichte

### Von 1701 bis 1777
Bereits in der Amtszeit von Bürgermeister Franz Romanus (1671–1741) war der Stadt der Befestigungsring zu eng geworden und man drängte nach draußen in die Vorstädte. Zwischen Thomaspförtchen und Barfußpförtchen im Westen des Innenstadtringes wurde das erste Stück Promenade mit dem Muhmenplatz angelegt. Als sich die Stadtbefestigung im Siebenjährigen Krieg als militärisch sinnlos erwiesen hatte, war der Landesherr August III. (1696–1763) 1763 bereit, der Stadt die Anlagen zu überlassen. Innerhalb kürzester Zeit wurde eine Promenade um die gesamte Stadt angelegt.

### Von 1777 bis 1816
In der Amtszeit von Bürgermeister Müller (1728–1801) wurden die ersten Anlagen landschaftsplanerisch „im englischen Stil“ gestaltet. Es entstanden der Untere und der Obere Park im nordöstlichen Bereich des Innenstadtrings. Bürgermeister Müller arbeitete mit Johann Carl Friedrich Dauthe als Ratsbaumeister (1749–1816) zusammen. „Den äußeren Abschluss der Promenadenanlagen, die mit zahlreichen seltenen Gehölzen bepflanzt und vielen Sitzplätzen ausgestattet waren, bildete eine breite Allee für Fußgänger, an die wiederum eine Fahrstraße angrenzte.“

### Von 1816 bis 1900
Nach den Verwüstungen der Völkerschlacht wurde der Promenadenring rasch wieder instand gesetzt. Der nächste Entwicklungssprung erfolgte in der Amtszeit von Bürgermeister Otto Koch (1810–1876). Von 1857 bis 1859 wurde im südöstlichen Bereich des Innenstadtrings die Lenné-Anlage geschaffen. Die Stadt stellte Carl Otto Wittenberg (1834–1918) als neuen Ratsgärtner ein, den Lenné, der königlich-preußische Gartendirektor, empfohlen hatte.

### Seit 1900
Wittenberg ging 1900 in Pension. Seine Nachfolge trat der aus Berlin kommende Carl Hampel an, dessen erste große Aufgabe die Überarbeitung des Promenadengrüns im Bereich des neu errichteten Neuen Rathauses (1905) und dann im Bereich des neu errichteten Hauptbahnhofs (ab 1910) wurde. 1920 übergab Hampel die Amtsgeschäfte an seinen Nachfolger, Nikolaus Molzen. In der Folgezeit forderten die Verkehrsentwicklung und schließlich der Zweite Weltkrieg ihren Tribut. Trotz der Einbußen hat der Promenadenring, so Kathrin Franz, „bis heute seine herausragende Stellung als bedeutendes Kulturdenkmal bewahrt“.

## Rundgang

### Unterer Park

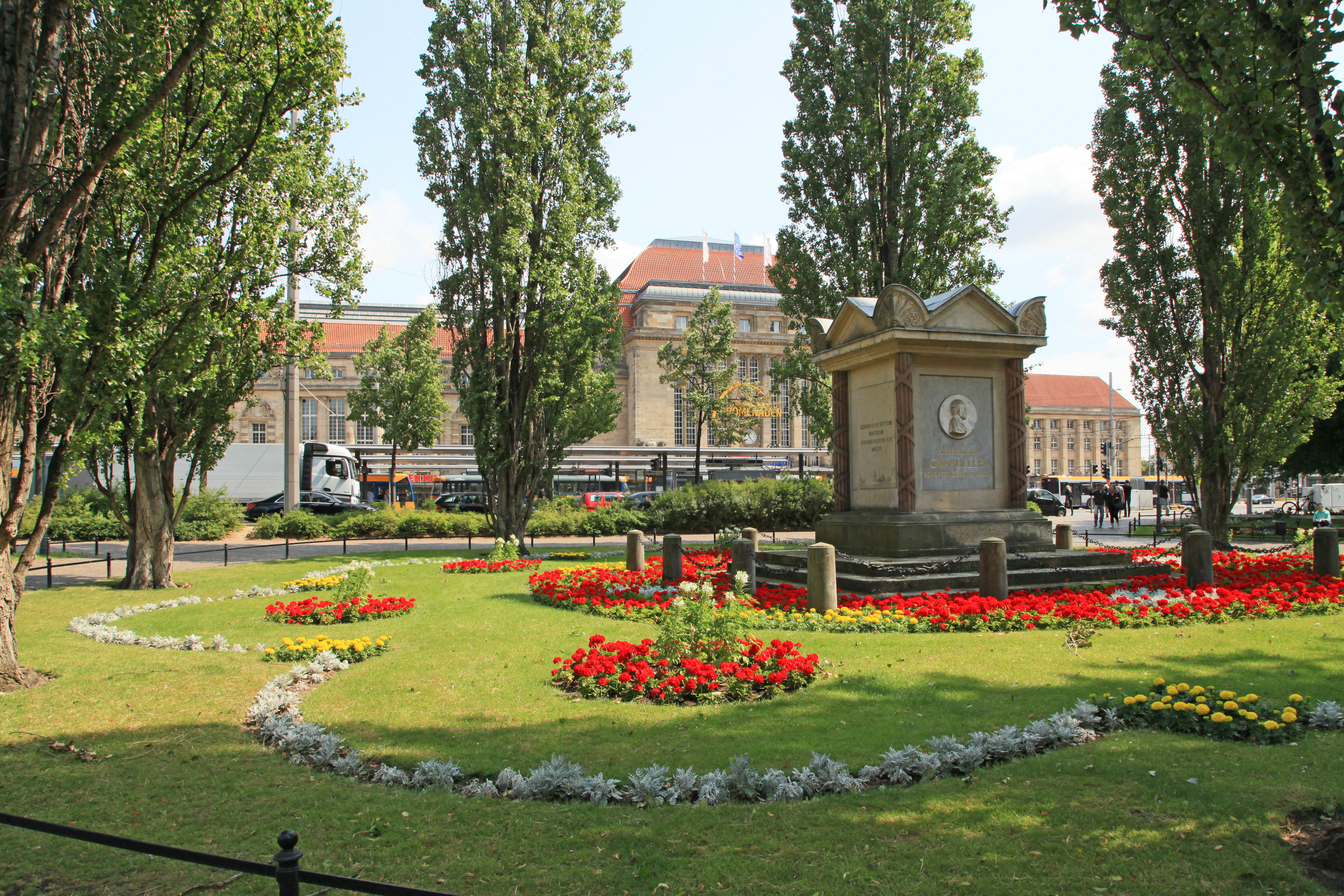
Bürgermeister-Müller-Denkmal, 2015

Der Untere Park (heute auch Müller-Park genannt) befindet sich im Nordosten des Leipziger Innenstadtringes vor dem Hauptbahnhof, lang gestreckt zwischen der Richard-Wagner-Straße und dem Willy-Brandt-Platz. Der Untere Park entstand ebenso wie der Obere Park in der Amtszeit von Bürgermeister Carl Wilhelm Müller ab 1784. Prägendes Element ist seit 1818 das pappelumpflanzte Rondell mit dem Bürgermeister-Müller-Denkmal.

### Oberer Park (Park am Schwanenteich)

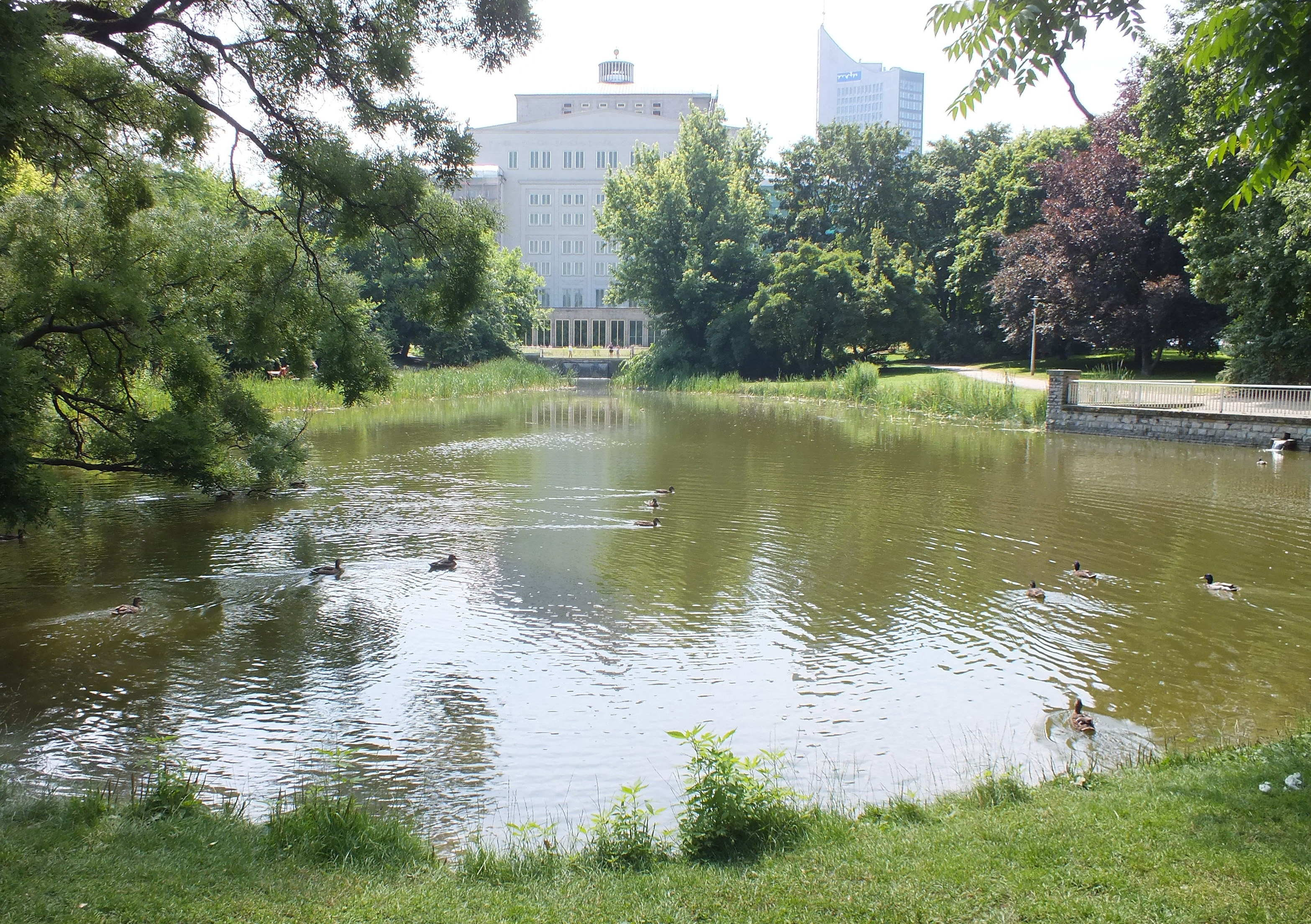
Schwanenteich, 2013

Der Obere Park, der ursprünglich mit dem Unteren Park verbunden war, ist seit 1865 durch die heutige Goethestraße von diesem getrennt.
Erhalten ist vor allem der Teil mit dem Schwanenteich, während der Schneckenberg heute nicht mehr existiert. Ein Teil des alten wasserführenden Stadtgrabens ist bei der Anlage des Parks um 1780 zu einem Teich umgestaltet worden. 
Ein Teil des großen Wiesenbereiches und der historischen Wegeführung ist hier erhalten geblieben. Am Standort der Oper befand sich bis in die 1860er Jahre der „Schneckenberg“. Dort soll Theodor Körner „Lützows wilde verwegene Jagd“ gedichtet haben.

### Augustusplatz

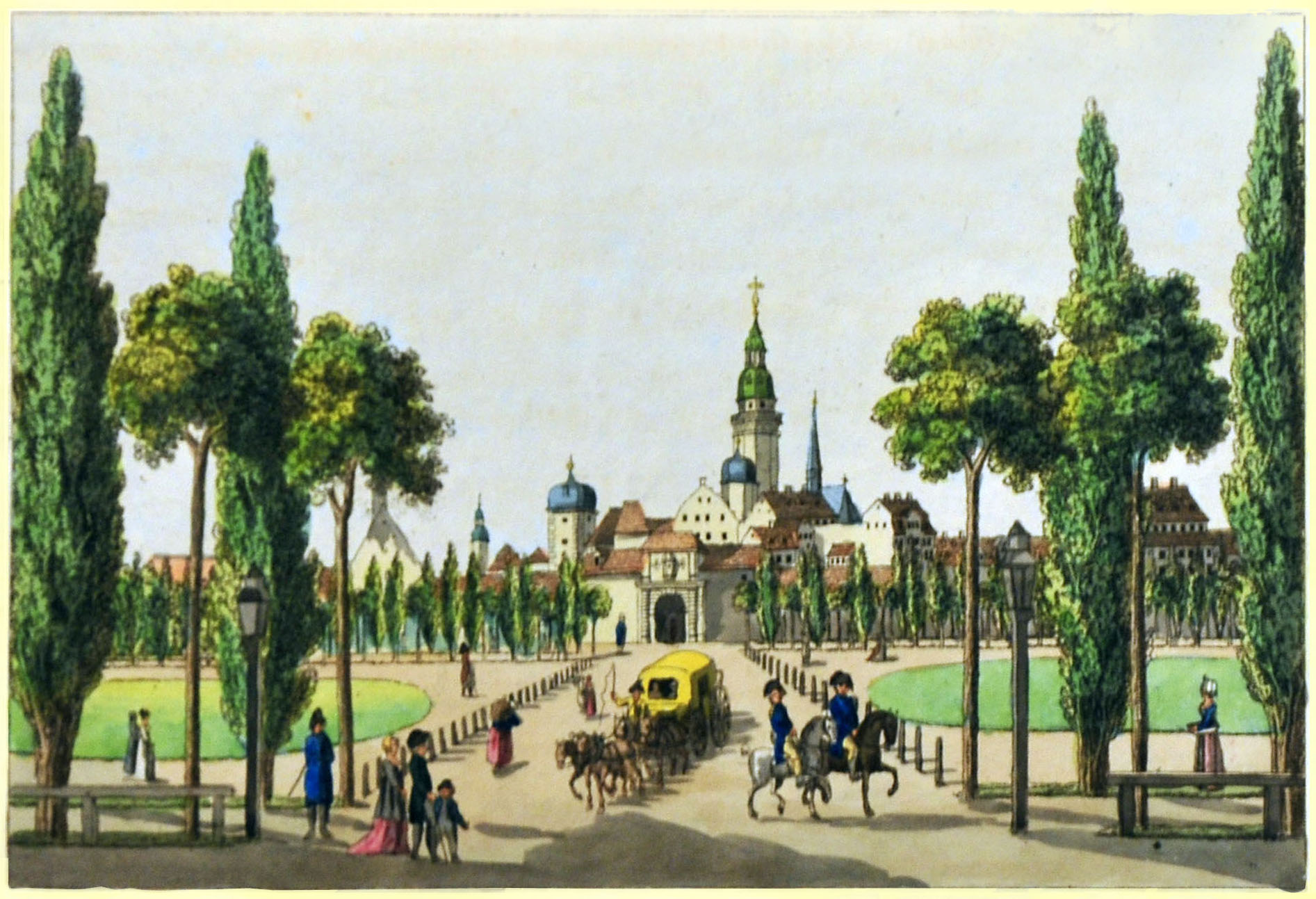
Augustusplatz, 1804

An den Oberen Park schließt sich auf der Ostseite des Innenstadtringes der Augustusplatz an. Schon vor 1800 wurde der Platz vor dem Grimmaischen Stadttor mit zwei runden, von Bäumen umstandenen Rasenrondellen gestaltet. Ab 1830 begann mit der Errichtung repräsentativer Gebäude die architektonische Fassung. Peter Joseph Lenné plante 1857 für den Augustusplatz eine Rahmung mit Alleen sowie repräsentative formale Schmuckanlagen. Nach den Zerstörungen des Zweiten Weltkriegs dauerte es bis 1981, dass der jetzt nach Karl Marx benannte Platz mit der Errichtung des Gewandhauses wieder eine komplette architektonische Fassung erhielt. Seit der Umgestaltung 1998 sollen neu gesetzte Lindenreihen an die ursprünglichen Promenadenpflanzungen erinnern, befinden sich aber an anderer Stelle.

### Lenné-Anlage

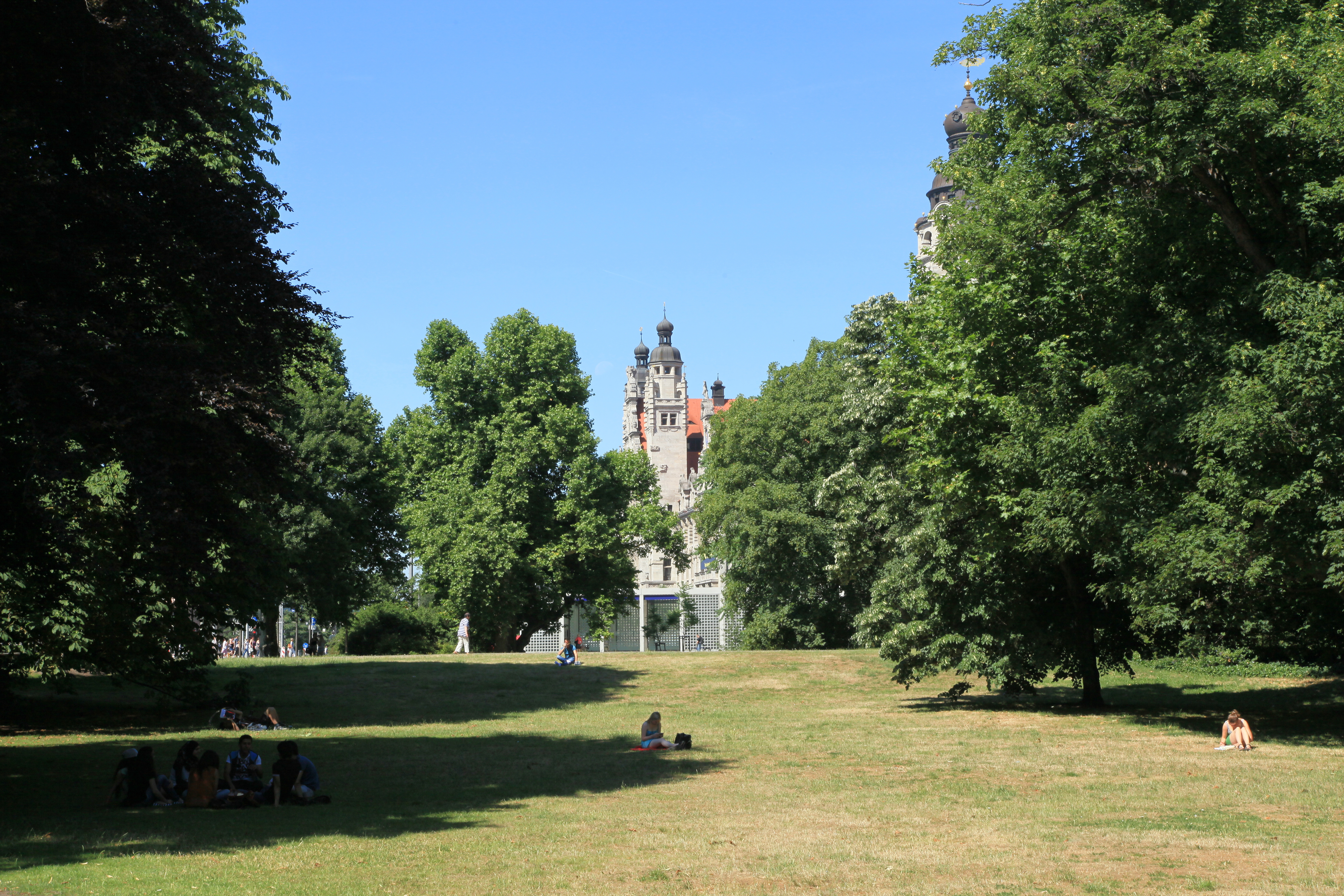
Lenné-Anlage, 2016

Im Südosten des Innenstadtringes liegt die Lenné-Anlage, auch Schillerpark genannt. Der bis dahin als Baumschule genutzte Zwinger im Bereich zwischen Grimmaischen Tor und Peterstor wurde 1857 auf Initiative des Bürgermeisters Otto Koch aufgefüllt und nach einem Entwurf von Peter Joseph Lenné völlig neu gestaltet. Südlich der Moritzbastei wurde der sogenannte Promenadenhügel aufgeschüttet, von dem man über eine sanfte, talartige Vertiefung zum Turm des Neuen Rathauses blickt (damals: Turm der Pleißenburg). Die Eröffnung der Anlage erfolgte zum 100. Geburtstag Schillers am 10. November 1859. 
In der Anlage gibt es neben einem Schiller-Denkmal auch ein Bürgermeister-Koch-Denkmal sowie eine Reihe weiterer Denkmale.

### Martin-Luther-Ring

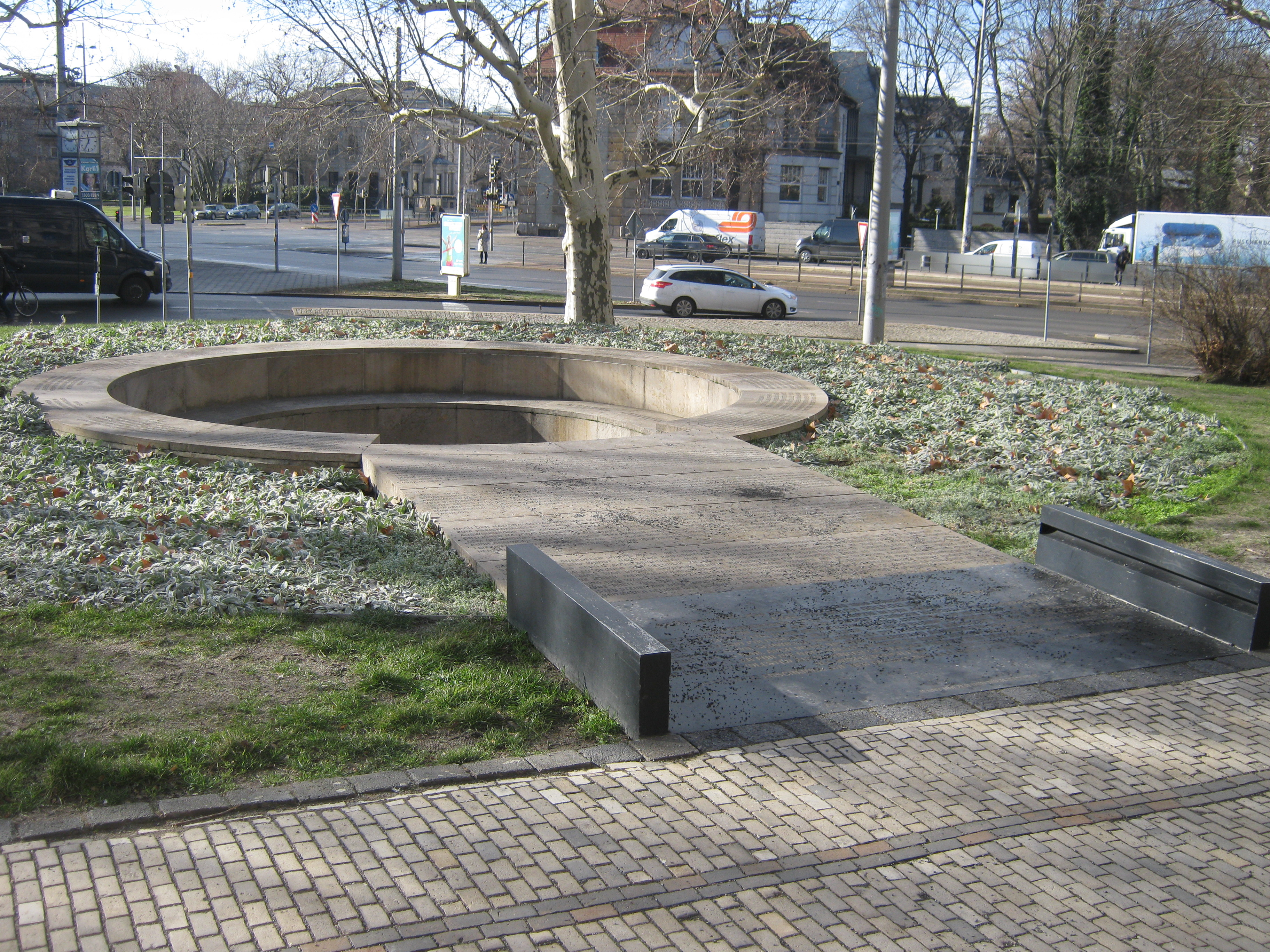
Goerdelerdenkmal, 2019

Auf der südwestlichen Ecke des Innenstadtrings wurden die Promenadenanlagen nach dem Neubau und der Eröffnung des Neuen Rathauses zu Beginn des 20. Jahrhunderts von Stadtgartendirektor Hampel neu gestaltet. Die zuvor eher bescheidenen Grünbereiche erhielten eine formale Struktur mit aufwändigen Schmuckpflanzungen, die häufig auf die Gebäude- und Fassadengliederung bezogen war. Von der einst gepflanzten Platanenallee existiert noch eine Baumreihe. 1999 wurde hier im Promenadengrün das Goerdelerdenkmal der New Yorker Künstlerin Jenny Holzer eingeweiht.
Der Promenadenring findet auf der anderen Seite des Verkehrsringes Fortsetzungen in der Fritz-von-Harck-Anlage und dem Plastikgarten.

### Dittrichring

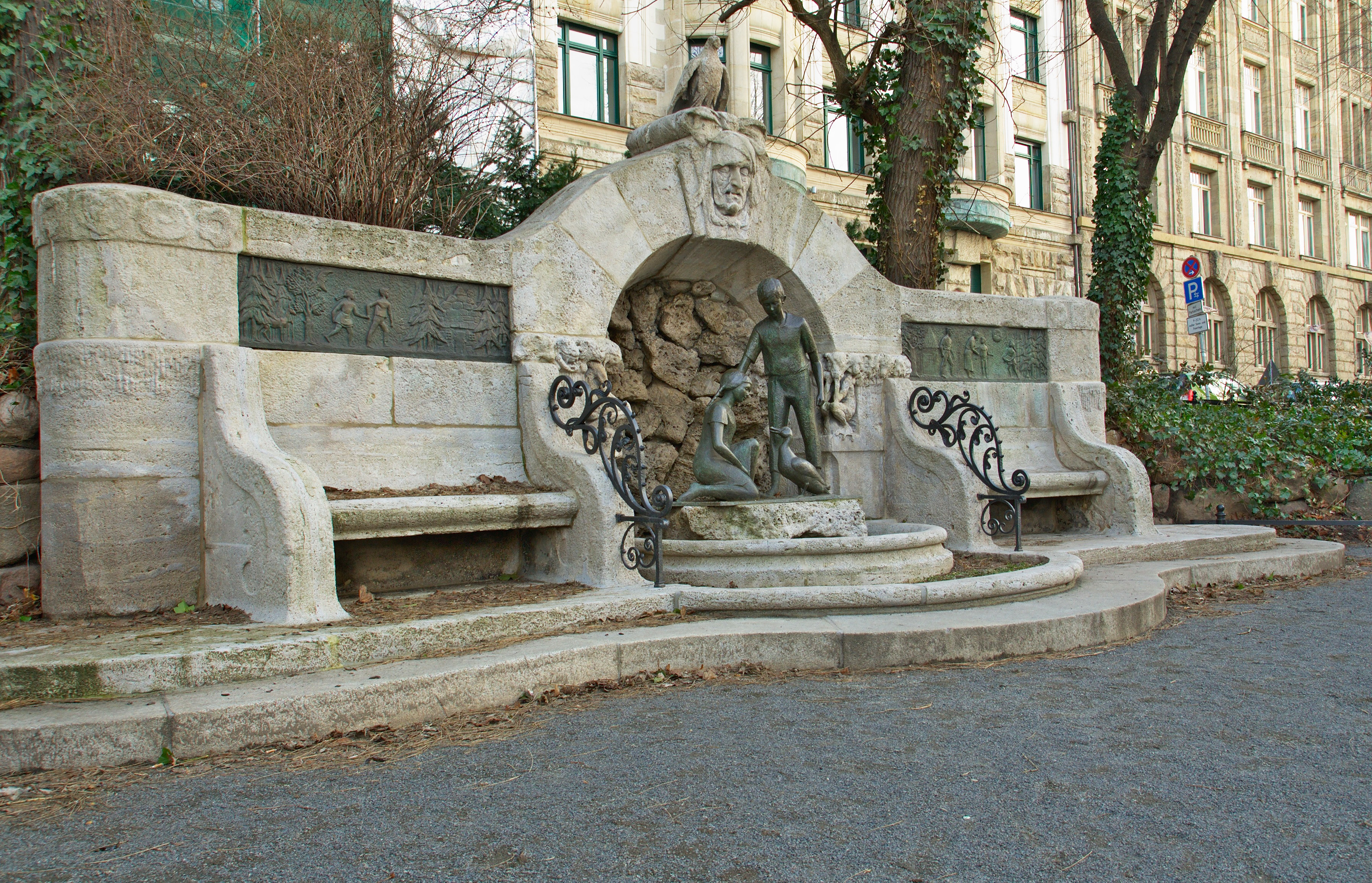
Märchenbrunnen, 2011

Auf der Westseite des Innenstadtrings liegt der älteste Teil des Promenadenringes, der hier noch vor dem Siebenjährigen Krieg seinen Anfang mit einer Lindenallee und dem Muhmenplatz (siehe Zitate) nahe der Thomaskirche genommen hat. Hier herrschte reges Leben, trafen sich Kindermädchen und spielten Kinder unter großen Linden.
Zwischen 1903 und 1906 hinterließ auch in diesem Bereich Stadtgartendirektor Hampel seine Handschrift. Um Plato-Dolz-Denkmal, altes Bach-Denkmal und vor der Thomaskirche entstand eine repräsentative Freiflächengestaltung mit Schmuckpflanzungen, die mit der historistischen Architektur harmonierte. Hampel stellte sie als Musterbeispiel in einem Fachbuch vor. Im Vorfeld des Bachjahrs 2000 wurde diese Gestaltung wieder hergestellt und auch eine Kopie des 1936 vor dem Alten Gewandhaus demontierten Mendelssohn-Denkmals aufgestellt.
Weiter nördlich, im Bereich des oberen Dittrichrings, besitzen die Promenaden auf relativ engem Raum eine waldartige Anmutung. Um den 1906 mit Motiven aus „Hänsel und Gretel“ geschaffenen Märchenbrunnen, dessen zu Rüstungszwecken eingeschmolzene Bronzefiguren 1963 nachempfunden wurden, findet sich eine entsprechende Szenerie mit angepflanzten Waldstauden und -farnen.

### Goerdelerring / Tröndlinring

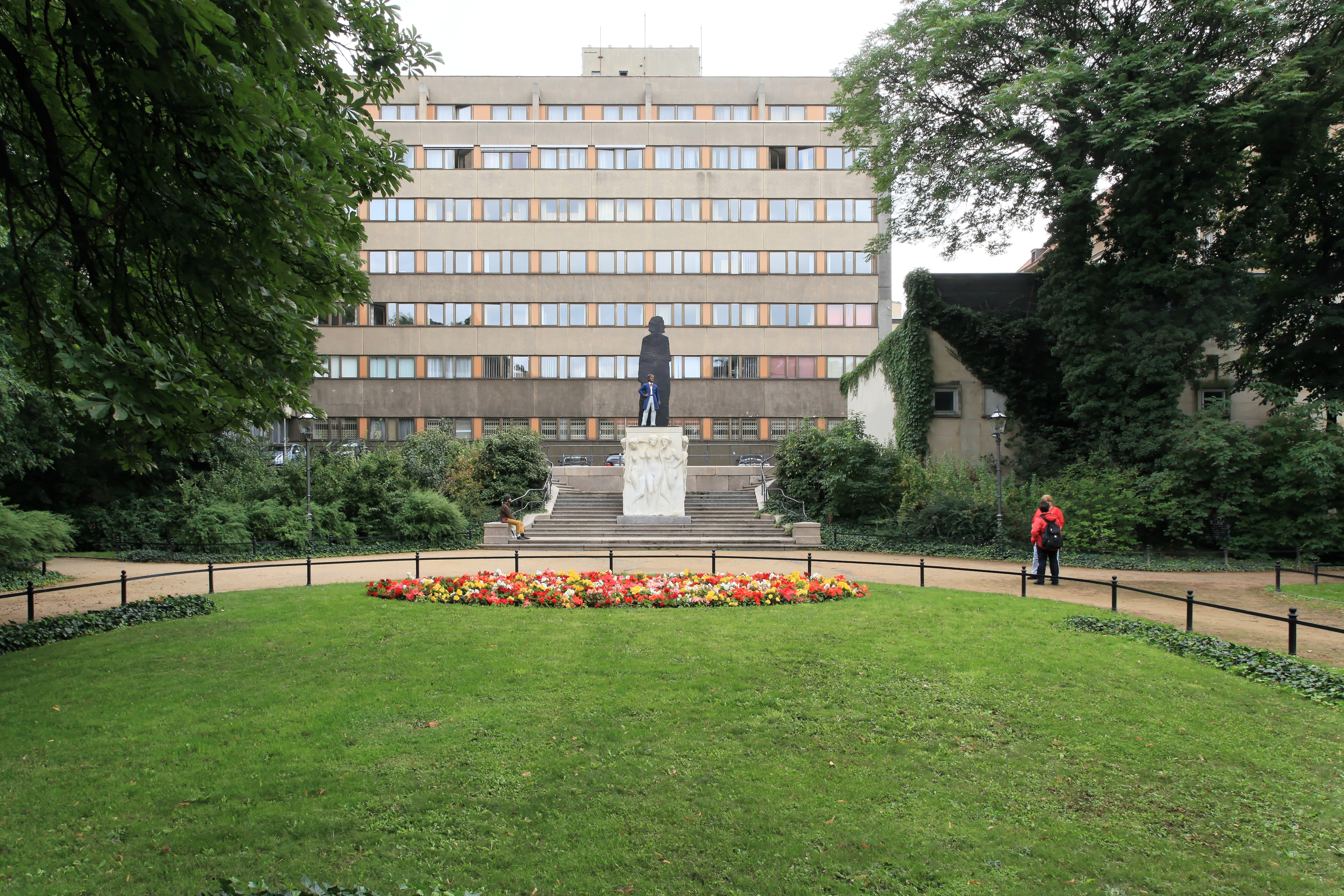
Wagnerdenkmal, 2016

Hier handelt es sich um den nordwestlichen Abschnitt des Innenstadtringes. Parallel zum Goerdelerring liegen 350 Meter gestaltetes Ringgrün. Dort wurde unter anderem 1913 eine von Max Klinger konzipierte Freitreppe errichtet, die auf den Matthäikirchhof führte und auf der eine von Max Klinger zu schaffende Richard-Wagner-Statue ihren Platz finden sollte. An dieser Stelle wurde zum 200. Geburtstag des Komponisten am 22. Mai 2013 ein modern gestaltetes Wagner-Denkmal des Künstlers Stephan Balkenhol eröffnet.
Weiter zu nennen ist das 1851 errichtete Denkmal für den Leipziger Arzt und Dozenten Christian Friedrich Samuel Hahnemann (1753–1843). Rund um das Denkmal wurden die umgebenden Schmuckpflanzungen von Carl Hampel wiederhergestellt.
Die Richard-Wagner-Straße vor den Höfen am Brühl lässt kaum noch erahnen, das auch an dieser Stelle einst ein grüner Promenadenring bis zum oben bereits beschriebenen Unteren Park verlief.

## Personen, die mit dem Promenadenring verbunden sind
- Franz Conrad Romanus (1671–1746), Bürgermeister von Leipzig, der 1702/03 die Wallgräben vor den westlichen Stadttoren (zwischen Barfüßer- und Thomaspforte) trockenlegen und auf den Außenwällen Lindenalleen anlegen ließ, die den ersten Anfang des späteren Promenadenringes ausmachten.
- Friedrich August II (1696–1763), der sächsische Landesherr, der der Stadt Leipzig nach dem Hubertusburger Frieden (1763) die sich als nutzlos erwiesenen Stadtbefestigungsanlagen überließ (mit Ausnahme der Pleißenburg).
- Carl Wilhelm Müller (1728–1801), Bürgermeister von Leipzig, der die Wallanlagen, statt sie zu veräußern, für die öffentlichen Grünanlagen des Promenadenringes sicherte und dafür mit einem Denkmal an seinem Lieblingsplatz in der Promenade, gegenüber des heutigen Hauptbahnhofs, geehrt wurde.
- Johann Carl Friedrich Dauthe (1746–1816), erster Baudirektor der Stadt Leipzig, plante die Grünanlagen im damals gerade aufkommenden englischen Stil.
- Carl F. Kühns, 1794 erster Ratsgärtner der Stadt Leipzig.
- Rudolph Siebeck (1812–1878) war von 1846 bis 1857 Ratsgärtner der Stadt Leipzig und danach Ratsgärtner der Stadt Wien.
- Carl Wilhelm Otto Koch (1810–1876), Bürgermeister von Leipzig, der den Rat 1857 vom Entwurf der Lenné-Anlage überzeugte und dem dadurch ein großer Wurf für Leipzig gelang.
- Peter Joseph Lenné (1789–1866), gestaltete als General-Gartendirektor der königlich-preußischen Gärten 1857 auch die Lenné-Anlage in Leipzig (und gleich danach auch den Leipziger Johannapark).
- Otto Wittenberg (1834–1918), war Mitarbeiter von Lenné und führte das Werk danach 40 Jahre als Gartendirektor weiter fort.
- Carl Hampel (1849–1930), war Mitarbeiter und Nachfolger von Wittenberg und gestaltete den Promenadenring im Bereich des Neuen Rathauses und des Dittrichrings um.
- Nikolaus Molzen (1881–1954), war Mitarbeiter und Nachfolger von Hampel und konnte die Eingriffe des 20. Jahrhunderts (Verbreiterung von Straßen, Kriegszerstörungen) ins Promenadengrün nicht abwenden.

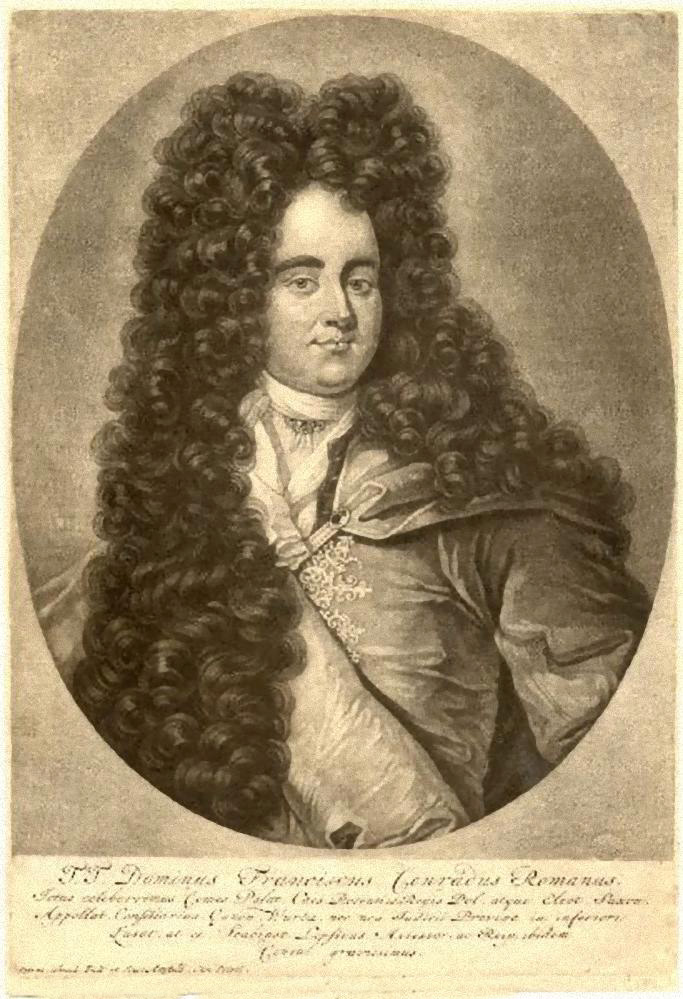
Bürgermeister Franz Romanus um 1700
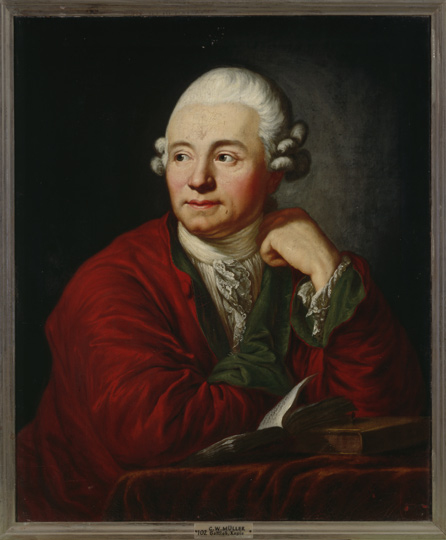
Bürgermeister Carl Wilhelm Müller
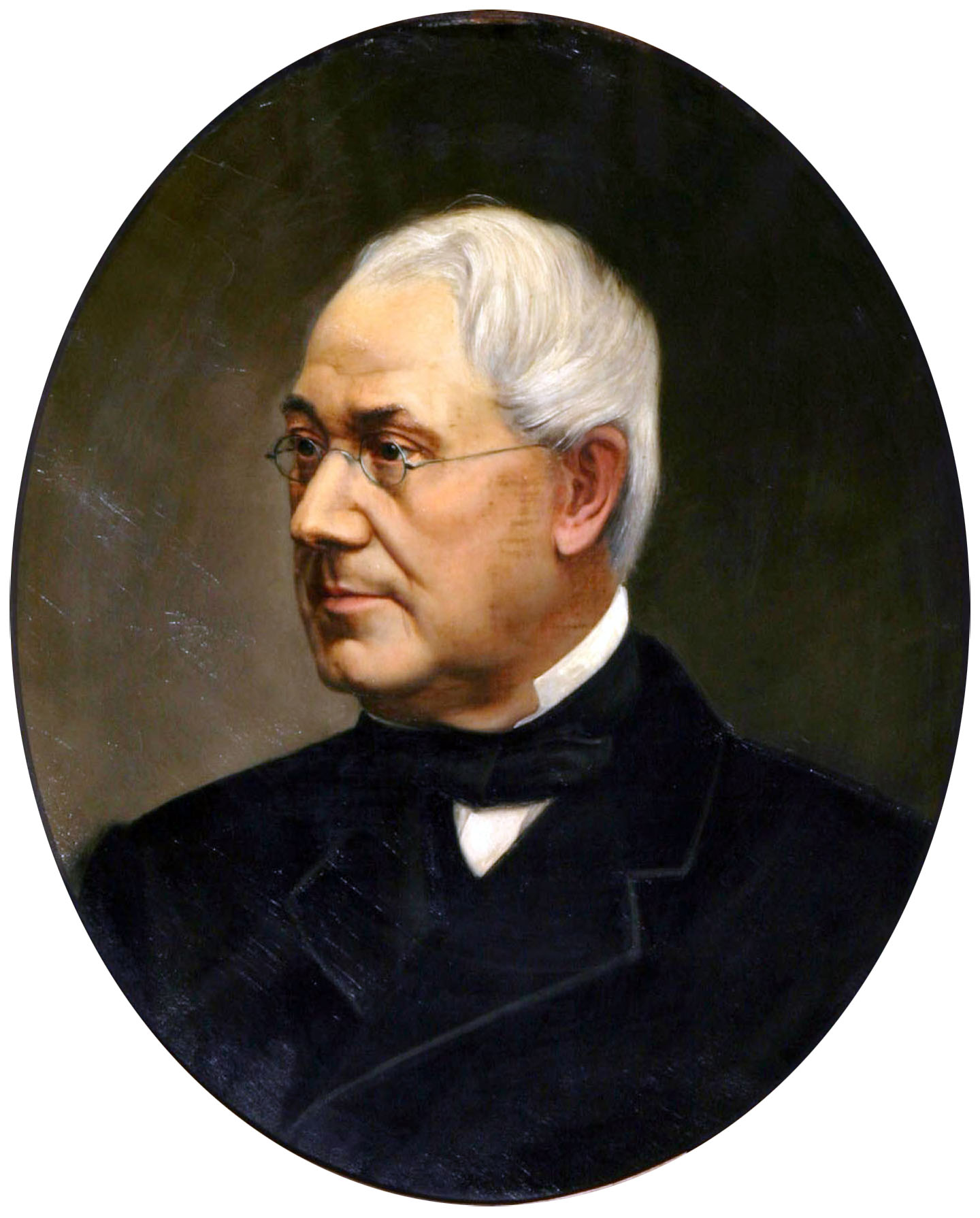
Bürgermeister Otto Koch (um 1850)
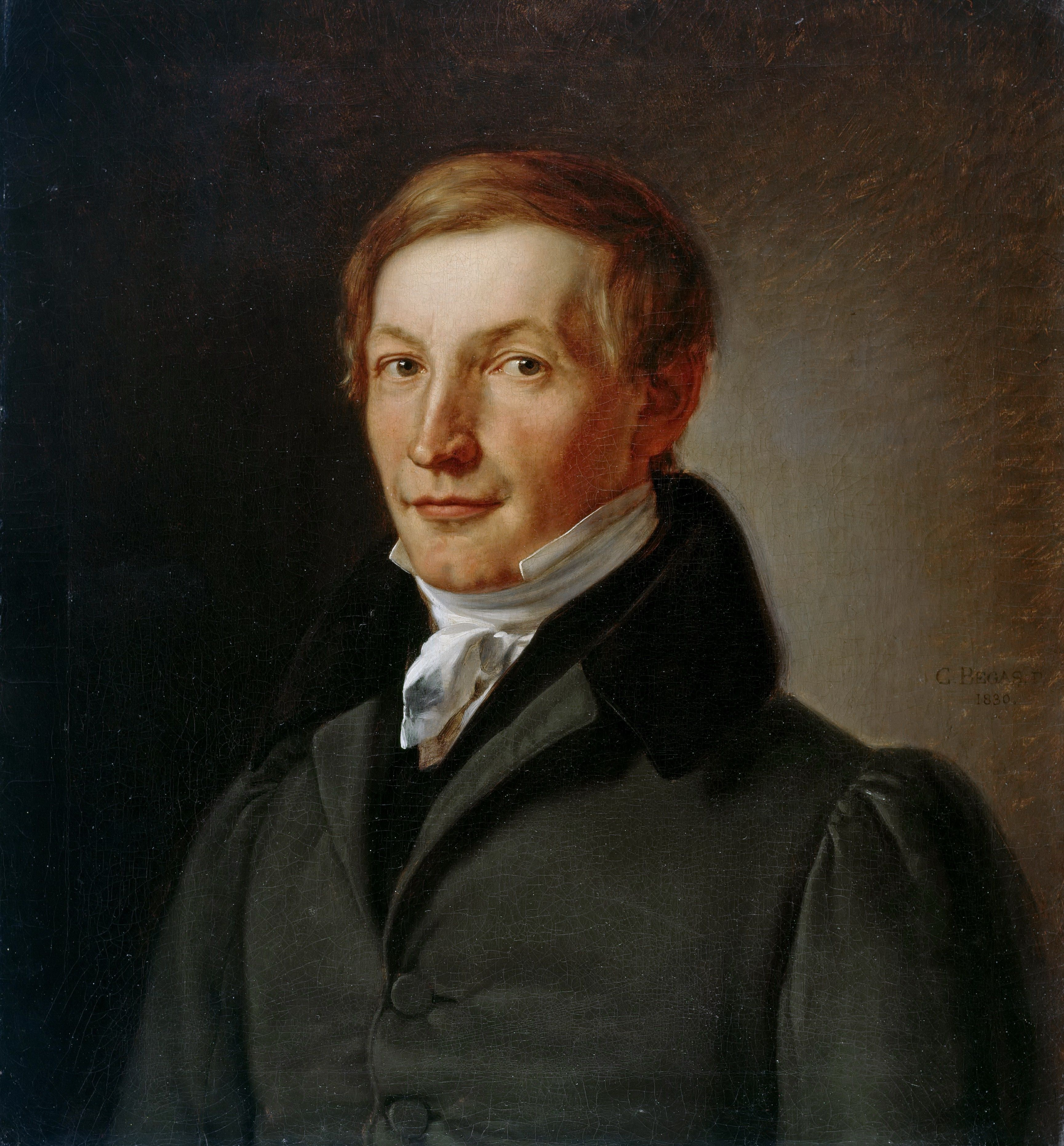
Peter Joseph Lenné
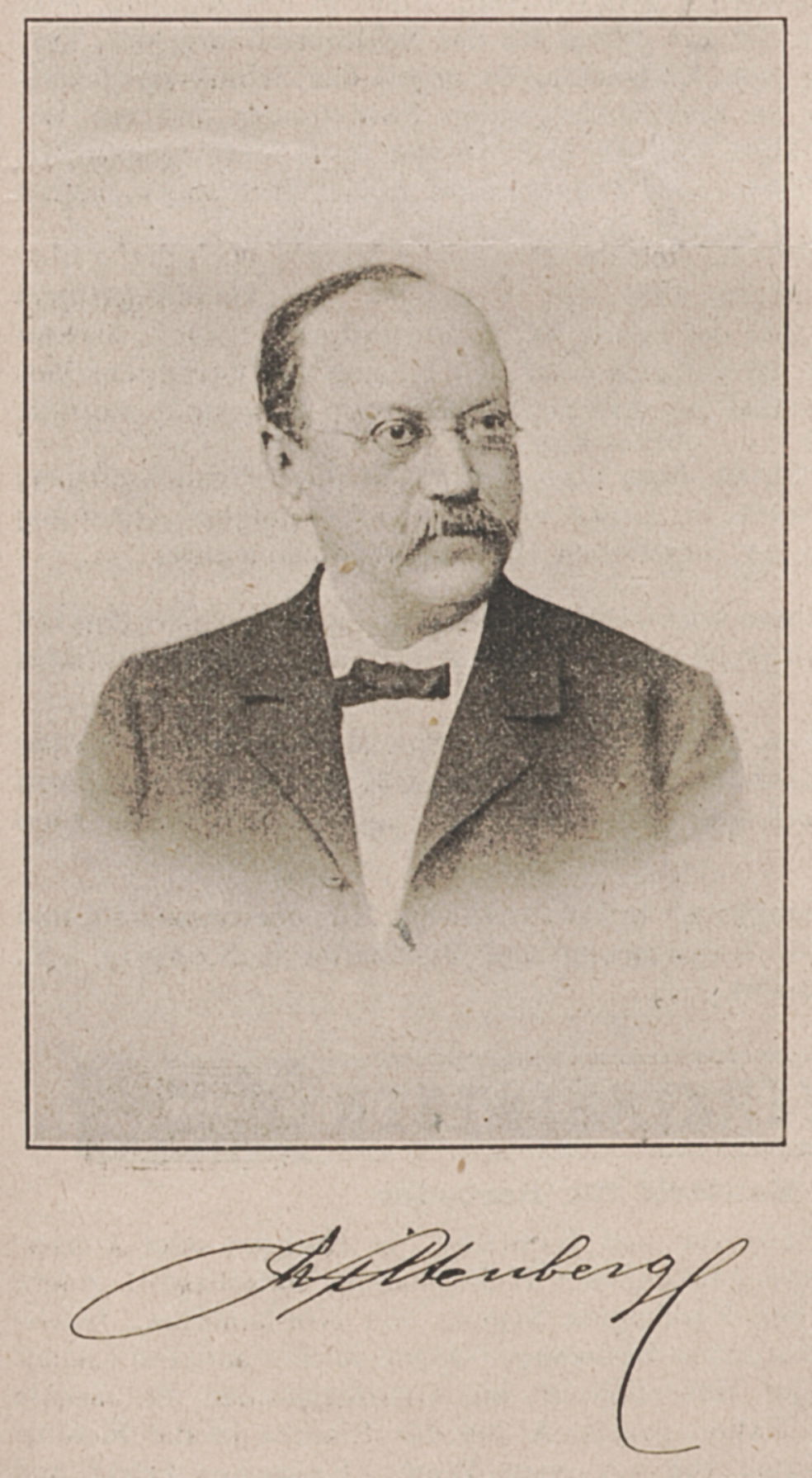
Otto Wittenberg, 1900
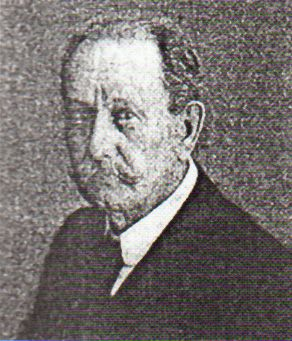
Carl Hampel

## Zitate

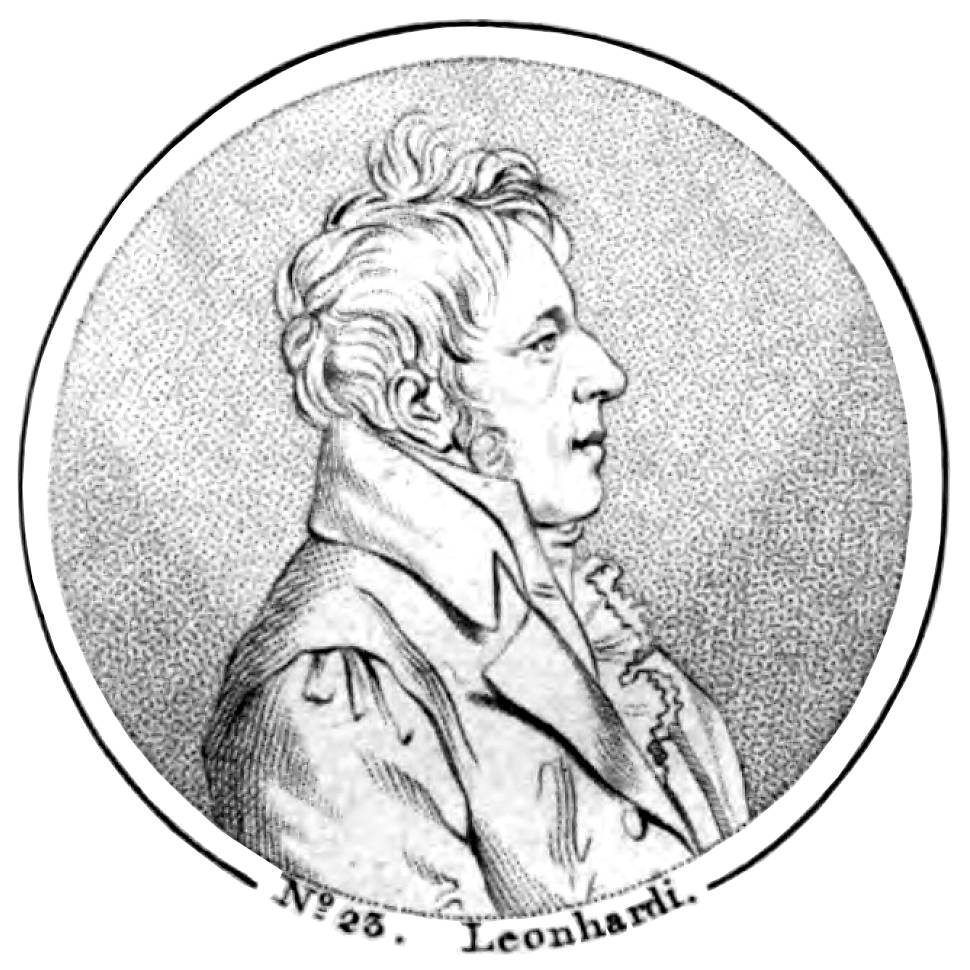
Friedrich Gottlob Leonhardi

F. A. Kritzinger: Die Spaziergänge bey Leipzig

„Zu den mannigfaltigsten und angenehmsten Spaziergängen gehören vorzüglich die Promenaden um die Stadt herum, welche besonders seit 1770 aus den vormahligen Vestungswerken und mit stillstehendem übelriechenden Wasser angefüllten Stadtgräben nach und nach durch den rastlosen Eifer des Hrn. geheimen Kriegsraths und Burgermeisters D. Müller entstanden sind. (…) Die ganze Gegend zwischen der Stadt und Vorstadt ist in und um die öffentlichen Spatziergänge theils mit hochstämmigen Bäumen, theils mit Sträuchern beflanzt, die entweder bey uns einheimisch sind, oder ihr Vaterland außerhalb Teutschland haben. (…) Was aber hier nicht vergessen werden darf, (…) ist die Achtung und Schonung im Allgemeinen, welche die niedrigsten Volksclassen der hiesigen Einwohner diesen nunmehro auch mit den lieblich singenden Nachtigallen bevölkerten Anlagen erweisen, welche einige patriotische Bürger in dieselben ausgesetzt haben, und die bei ihrem Widerstriche ihre angenehmen Wohnplätze jährlich wieder einnehmen und in denselben nisten.“

„Sie wissen schon, mein Freund, ich mache wenig Worte. – Drum geh ich gleich voran durch diese kleine Pforte.
 Der Graben um die Stadt voll Wassers ohne Lauf, läßt uns ein Brückchen sehn und dieses nimmt uns auf.
 O eilen Sie nicht so von dieser grünen Stelle! – Das ist ein Muhmen-Platz! – Was lachen Sie so helle? 
 Mich dünkt, er ist es werth, daß man ihn Fremden weist! – Und was kann ich dafür, dass er nicht anders heist? 
Geschwätzig sitzet oft auf Gras und Gänseblumen – Ein Kinder-Mägde-Trupp, und diese nennt man Muhmen.
 (Das so genannte Barfüßer-Pförtgen)“